# Karl Heinrich Gottfried Lommatzsch
Karl Heinrich Gottfried Lommatzsch (* 22. Juni 1772 in Kindelbrück; † 17. August 1834 in Annaberg) war ein deutscher evangelischer Geistlicher.

## Leben
Karl Heinrich Gottfried Lommatzsch war der Sohn des Pastor Primarius und späteren Superintendenten Christian Gotthilf Lommatzsch (1735–1795) und dessen Ehefrau Karoline Eleonore Sophie, geb. Schenk. Er hatte noch acht Geschwister. Zu seinen Brüdern gehörten:
- Christian Gotthelf Lommatzsch (* 1776; † unbekannt), Prediger in Liebstedt bei Jena (1797),[1] später Superintendent in Eckartsberga; dessen Tochter war mit dem Juristen Karl Wilhelm August Porsche verheiratet;
- Karl Bernhard Lommatzsch (1788–1865), Professor und Konrektor am Berliner Gymnasium zum Grauen Kloster, verheiratet mit Gertrud, einer Tochter von Friedrich Schleiermacher.[2]

Eine seiner Schwestern, Caroline Mathilde Henriette Fischer (* 1790; † 17. August 1867 in Berlin), geb. Lommatzsch, heiratete am 7. Januar 1811 in Leipzig den katholischen Leutnant und Mathematikprofessor an der königlich sächsischen Ingenieur-Akademie in Dresden, Ludwig Joseph Fischer (* 31. Januar 1784; † 1. November 1813). Früh verwitwet, fand sie Aufnahme in Schleiermachers Haushalt und galt als medial begabt; ihre Tochter Louise von Usedom, geb. Fischer († 11. Juli 1846 in Udars) wurde Pflegetochter des Predigers und heiratete Guido von Usedom.
Lommatzsch wuchs in der thüringischen Kleinstadt Kindelbrück auf und zog im Alter von neun Jahren 1781 nach Eckertsberga, wohin sein Vater als Superintendent berufen worden war. Seinen ersten schulischen Unterricht erhielt er bei seinem Vater; ab 1786 besuchte er als Alumnus die Fürstenschule Schulpforte; er verließ die Schule 1791 mit einer Rede über die Vortheile der Einsamkeit, die auch gedruckt wurde.
1791 begann er ein Theologiestudium an der Universität Leipzig, gab dann jedoch, unter dem Eindruck der in Leipzig vorherrschenden rationalistischen Theologie, die ihm die Vorlesungen von Karl August Gottlieb Keil vermittelten, das Theologiestudium wieder auf und wechselte 1791 an die Juristische Fakultät und hörte Vorlesungen bei Christian Gottlieb Haubold, dort erwarb er 1795 seinen Magister-Titel. Mit dem Ziel, sich in Leipzig zu habilitieren, ging er zwischenzeitig nach Jena; in dieser Zeit verstarb jedoch sein Vater und er kehrte vorzeitig nach Leipzig zurück und studierte dort privat weiter. Er wandte sich an den Hofrat Christian Gottlob Heyne und bat diesen, sich für ihn zu verwenden. Dieser wurde sein Förderer und rief ihn nach Göttingen; dort wurde er als ordentliches Mitglied des philosophischen Seminars aufgenommen und erhielt vom König ein Stipendium von jährlich 120 Reichstalern.
1797 unternahm er eine Reise in seine Heimat und lernte den Landeskomtur der Ballei Thüringen Heinrich Moritz von Berlepsch (1736–1809) kennen und predigte vor diesem in Zwätzen. Er erwarb sich dessen Wohlwollen und das Versprechen, die erste durch Berlepsch zu vergebende Pfarrstelle zu erhalten, wenn er sich Ostern 1797 vor dem Dresdner Oberkonsistorium examinieren lasse. Das notwendige Wissen, das er für das Examen brauchte, erwarb er daraufhin autodidaktisch und bestand die Prüfung mit „gut“. Bis zur Übernahme eines geistlichen Amtes blieb er bei Berlepsch als Gesellschafter. Er war Mitglied der Dresdner Freimaurerloge Zum goldenen Apfel.
1798 wurde er Hilfsgeistlicher in Liebstedt bei Weimar, und als der Pfarrer dort 1800 verstarb, erhielt er dessen Stelle für kurze Zeit. Weitere geistliche Ämter bekleidete er von 1801 bis 1809 als Pfarrer in Großschönau, von 1809 bis 1816 erst als zweiter, dann als erster Diakon in Zittau sowie 1816 an der Dresdner Kreuzkirche; von dort wurde er jedoch bereits nach sechs Monaten auf die Superintendentenstelle in Annaberg berufen.
Karl Heinrich Gottfried Lommatzsch machte sich um die Ausprägung und Inszenierung einer volkstümlichen kirchlichen Festkultur verdient. Vaterländische Motive der Befreiungskriege von 1814 bis 1815 aufnehmend, trat er als Redner beim Ausrücken sächsischer Landwehrbataillone auf und initiierte Dank- und Gedächtnisfeiern für die Siege der antinapoleonischen Koalition.
Später waren es die von ihm in Annaberg durchgeführten Feiern zum 300-jährigen Reformationsjubiläum im Jahr 1817 und 1819 zum goldenen Ehejubiläum von König Friedrich August I., die als Sieges- und Segensfeste eine stolze Verbundenheit mit der Monarchie und dem Luthertum darstellten. Der Reflexion der sächsischen Geschichte diente auch seine Festrede am 8. Juli 1822 zur Aufstellung eines Gedenksteins zum Prinzenraub von 1455 am Fürstenbrunn bei Grünhain.
In Annaberg trug er maßgeblich zum Wiederaufbau der 1826 brandzerstörten Hospitalkirche St. Trinitatis im Stil des Klassizismus bei, deren Fertigstellung 1830 erfolgte.
Karl Heinrich Gottfried Lommatzsch war von 1789 bis 1806 mit Henriette, der Tochter des Bürgermeisters Johann August Kißling (1736–1804) aus Zittau, von 1806 bis 1810 in zweiter Ehe mit Friederike, geb. Studer aus Großenhain und seit 1812 in dritter Ehe mit Marianne, geb. Reiche († 3. März 1873 in Eisenach) aus Bückeburg verheiratet. Der in Großschönau geborene Sohn aus erster Ehe, Karl Heinrich Eduard Lommatzsch (1802–1882), war bis zu seiner Pensionierung 1867 dritter Direktor des Predigerseminars in Wittenberg.

## Ehrungen
1815 wurde er zum Ritter des neu gestifteten sächsischen Zivilverdienstordens ernannt.

## Schriften (Auswahl)
- Rede von den Vortheilen wohlgebrauchter Einsamkeit: gehalten den 1sten November 1791 in der Churfürstlich-Sächsischen Landschule zu Pforte am Schulfest. Leipzig 1791.
- Der Einsiedler auf dem Oybin. Leipzig 1797.
- Vom Hohem Werthe des Glaubens an die göttliche Vorsehung: Eine Gastpredigt am XVIII. p. T. 1800. in der Hauptkirche St. Petri und Pauli zu Zittau / gehalten von M. Karl Heinrich Gottfried Lommatzsch, damaliger Prediger der evangelisch-lutherischen Landgemeinden zu Liebstädt und Goldbach, nunmehrigen Prediger des Oberlausitzischen Fabrikortes Großschönau. Oschatz 1800.
- Einige Predigten in Beziehung auf die Ereignisse der Zeit seit dem Jahre 1809 bis zum Jahre 1814. Zittau 1814.
- Rede vor der feierlichen Vereidung eines Bataillons Landwehrmänner im Martgrafth. Oberlausitz, am 31. Januar 1814 zu Zittau in der Kirche St. Petri u. Pauli gehalten. Zittau 1814.
- Siegespredigt nach glorreich errungener Einnahme der Stadt Paris durch die Verbündeten am allgemeinen Dankfeste den 17. April 1814 zu Zittau. Zittau 1814
- Zwey Predigten zum Andenken an die in dem letzten grossen Völkerkampfe für die gerechte Sache gebliebenen Krieger und an die Siege bey Leipzig: in der Dreyfaltigkeitskirche zu Zittau am 18ten und 19ten October 1814 bey der allgemeinen Jahresfeyer dieser denkwürdigen Tage gehalten. Zittau 1814
- Rede am 16. Januar 1815. bey der Gedächtnißfeyer des Herrn Ernst August Rudolph v. Kyaw in der Kirche zu Haynewalde gehalten. Zittau 1815.
- Rede zur Feier des höchsterfreulichen Geburtstags unsers theuersten Landesvaters Sr. Majestät des Königs Friedrich August von Sachsen : am 23. December 1816 vor der gesammten Dresdner Garnison auf dem Casernenplatze gehalten. Dresden 1816.
- Rede zur Einweihung des am Fürstenberge bey Grünhayn errichteten patriotischen Denkmals gehalten am 8ten July 1822. Annaberg 1822.
- Narratio de Friderico Myconio, primo dioeceseos Gothanae superintendente atque Ecclesiae et Academiae Lipsiensis ante haec tria fere secula Reformatore: specimen inaug. Annaberga 1825.